# Clathromorphum nereostratum
Clathromorphum nereostratum Lebednik, 1977 é o nome botânico de uma espécie de algas vermelhas pluricelulares do gênero Clathromorphum, subfamília Melobesioideae.
- São algas marinhas encontradas em algumas regiões da Ásia e do Alasca.

## Sinonímia
- Não apresenta sinônimos.